# فريدي مايدانا
فريدي مايدانا (بالإسبانية: Fredy Maidana)‏ هو منافس ألعاب قوى باراغواياني، ولد في 1 مارس 1994 في Yabebyry ‏ في باراغواي.

## وصلات خارجية
- فريدي مايدانا على موقع الاتحاد الدولي لألعاب القوى (الإنجليزية)